# 察哈尔盟
察哈尔盟简称察盟，是中华民国大陆时期和中华人民共和国初期的一个盟，位于察哈尔省南部，南邻河北省，属于农牧过渡地带。1936年1月由蒙政会设置，1958年10月并入锡林郭勒盟。

## 历史
清朝时，察哈尔部被设为八旗察哈尔，共两翼八旗。设都统、副都统各一，分管左翼、右翼各四旗，每旗设总管。太仆寺左翼和右翼牧群、 上驷院大馬群（上都达布逊诺尔牧群，後稱商都牧群）、以及內務府庆丰司牛羊群（後稱明安牧群）在清朝文献中称为四牧群，与察哈尔八旗合称为察哈尔十二旗群。中华民国成立后，北洋政府于1914年设察哈尔特别区，行政长官仍称都统。因清末漢人進入開墾草原，蒙古牧民逐漸北移，到20世纪30年代初，原镶黄旗和商都牧群已迁移到今商都县和化德县以北。

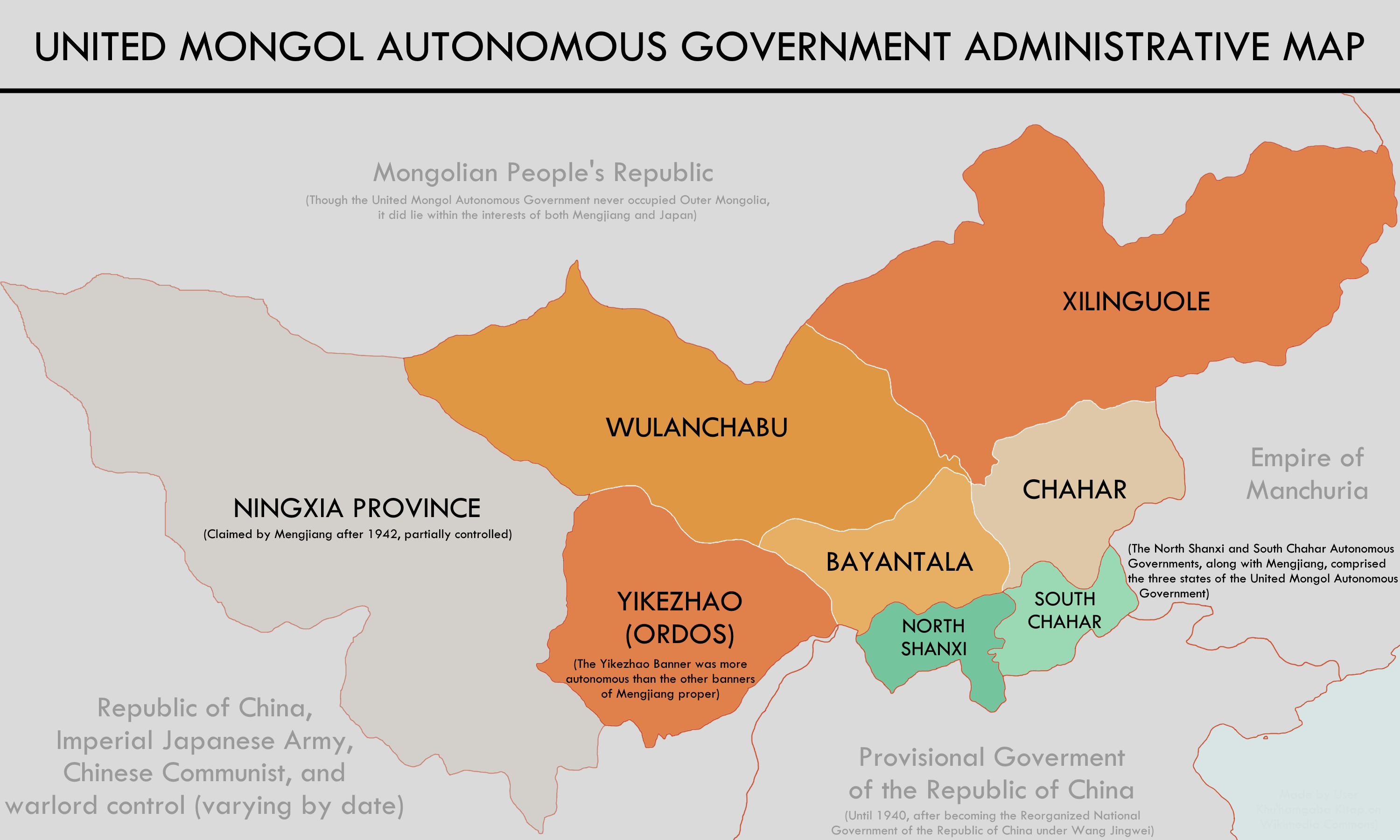
“蒙疆”政府辖区内的察哈尔盟

1928年9月，国民政府废除特别区，改为察哈爾省。察哈尔右翼4旗（正黄旗、正红旗、镶红旗、镶蓝旗）和左翼4旗（正蓝旗、正白旗、镶白旗、镶黄旗）同时归属察哈尔省；丰镇、凉城、兴和、陶林、集宁5县划入绥远省。1937年3月，察哈尔右翼4旗（亦称绥东四旗）划归綏遠省管辖。
此后，察哈尔盟先后隶属于：蒙古军政府（1936年5月）、蒙古联盟自治政府（1937年10月）、蒙古联合自治政府（1939年9月）、蒙古自治邦政府（1941年8月）。
1935年，蒙古地方自治政务委员会改商都牧群为商都旗。同年底，日军完全占领了察哈尔左翼四旗、四牧群及察哈尔省長城以北各县、设治局。1936年1月，蒙政会首腦德穆楚克栋鲁普在日本关东军的支持下将察哈尔各旗群改建为察哈尔盟，盟公署驻张北县城，察哈尔盟公署又將太仆寺左、右翼牧场改编为太仆寺左、右翼兩旗。1937年10月，蒙古联盟自治政府成立之后，改明安牧群为明安旗。此後察哈爾盟下辖正蓝旗、镶白旗、正白旗、镶黄旗、明安旗、商都旗、太仆寺左翼旗、太仆寺右翼旗共计8旗。此時坝上8县（张北、商都、崇礼、康保、宝源（宝昌、沽源两县合并）、多伦、化德、尚义）也划归察哈尔盟管辖。1942年，蒙古自治邦政府将多伦淖尔汇宗寺和善因寺的属户单独编为多伦淖尔旗，将原喇嘛印务处改建为旗公署。
1945年日本投降后，在中国共产党领导下仍设立察哈尔盟这一建制形式，原所辖八个县划归察哈尔省察北专署。1945年11月27日内蒙古自治运动联合会成立之后就派出了工作队，开展察哈尔盟旗的民族自治运动，建立自治运动联合会各级组织和各级民主自治政府。1946年3月26日至4月1日，察哈尔盟各界人民代表会议在明安旗女子部（原蒙疆察哈尔盟女子中学）校址召开。参加会议的有各旗支组织选派的包括各阶层的代表200余人。大会选出各阶层代表组成的盟政府委员9人，候补委员2人，察哈尔盟民主自治政府宣告成立，隶属于察哈尔省。盟治所设于明安旗道英海日罕。陈炳宇当选为察哈尔盟盟长，哈斯敖其尔和色伯格扎布为副盟长。大会选举苏剑啸为内蒙古自治运动联合会察盟分会主任，拉木扎布为副主任。察哈尔盟人民民主政府成立后，建立健全了机构设置，开展建立各旗、苏木政权工作。1946年春，各旗人民代表大会相继召开，民主选举各旗旗长，正式成立了正蓝旗、明安旗、太仆寺右旗、多伦淖尔旗、正白旗、镶白旗、太仆寺左旗、商都旗、镶黄旗等9个旗民主政府。为了确保社会秩序的稳定和政府工作的顺利进行，盟政府决定由察盟各旗抽调15到20人自带枪马到盟政府集中，迅速成立一支百人左右的盟政府警卫队。解放战争开始后，察盟警卫队人员全部补充到了内蒙古人民自卫军骑兵第16师。
1946年7月察哈尔盟改由内蒙古自治运动联合会领导。1946年11月，察哈尔盟改由内蒙古自治运动联合会察锡地方行政委员会领导。1947年5月1日察哈尔盟由内蒙古自治政府领导。1948年4月，撤销多伦淖尔旗建制。
1949年3月15日，在集宁成立绥东四旗蒙旗办事处，设主任、副主任各1人，统一领导绥东四旗蒙古族工作。1950年1月，绥远省人民政府撤销绥东四旗蒙旗办事处，建立以正红旗为中心的东四旗中心旗（盟级建制），并将镶蓝、镶红两旗合为镶蓝镶红联合旗。东四旗中心旗除管理正红旗政务外，还领导正黃旗与镶蓝镶红联合旗。1954年3月，东四旗中心旗建制撤销，正红旗改称察哈尔右翼后旗，正黄旗改称察哈尔右翼前旗，镶蓝镶红联合旗与陶林县合并后改称察哈尔右翼中旗，均划归平地泉行政区人民政府领导。
1949年3月，内蒙古自治政府将明安旗和太仆寺右旗合并为明安太右联合旗，将商都旗和镶黄旗合并为商都镶黄联合旗，将正白旗和镶白旗合并为正镶白联合旗。1950年察哈尔盟政府迁驻宝昌县，原属察哈尔省察北专区的宝昌、多伦、化德3县划入察哈尔盟，辖3县5旗。
1954年，察哈尔盟民主政府改称察哈尔盟人民政府。1955年9月，察哈尔盟人民政府改称察哈尔盟人民委员会。1957年1月太仆寺左旗改称太仆寺旗；宝昌县撤销，部分辖区并入太仆寺旗；正白镶白联合旗改称正镶白旗；明安太右联合旗撤销，原明安太右联合旗部分辖区和原宝昌县部分辖区并入正镶白旗；原明安太右联合旗及原宝昌县辖区各一部分并入正蓝旗；商都镶黄联合旗改称商都镶黄旗；察哈尔盟辖2县、4旗。
1958年4月，察哈尔人民委员会改称察哈尔盟公署，为内蒙古自治区人民委员会的派出机构，不再行使一级地方政权的职能。1958年10月，察哈尔盟建制撤销，所辖旗县并入锡林郭勒盟。